# Karol Irzykowski
Karol Irzykowski (25. ledna 1873, Błaszkowa– 2. listopadu 1944, Żyrardów) byl polský literární a filmový kritik, prozaik, básník a dramatik, v počátcích své tvorby představitel uměleckého hnutí Mladé Polsko.

## Život
Byl šlechtického původu. Střední školu začal navštěvovat roku 1881 v Berežanech, pak přešel na gymnázium v Zoločivě a maturitu složil roku 1889 ve Lvově. Studium germanistiky na Lvovské univerzitě pro nedostatek finančních prostředků nedokončil, získal pouze absolutorium. Začal se živit jako novinář a úředník, od roku 1908 žil v Krakově a od roku 1918 ve Varšavě. V letech 1919–1933 působil jako úředník polského Sejmu. Spolupracoval například s periodiky Nowa Reforma, Skamander, Wiadomości Literackie, Robotnik a s dalšími.

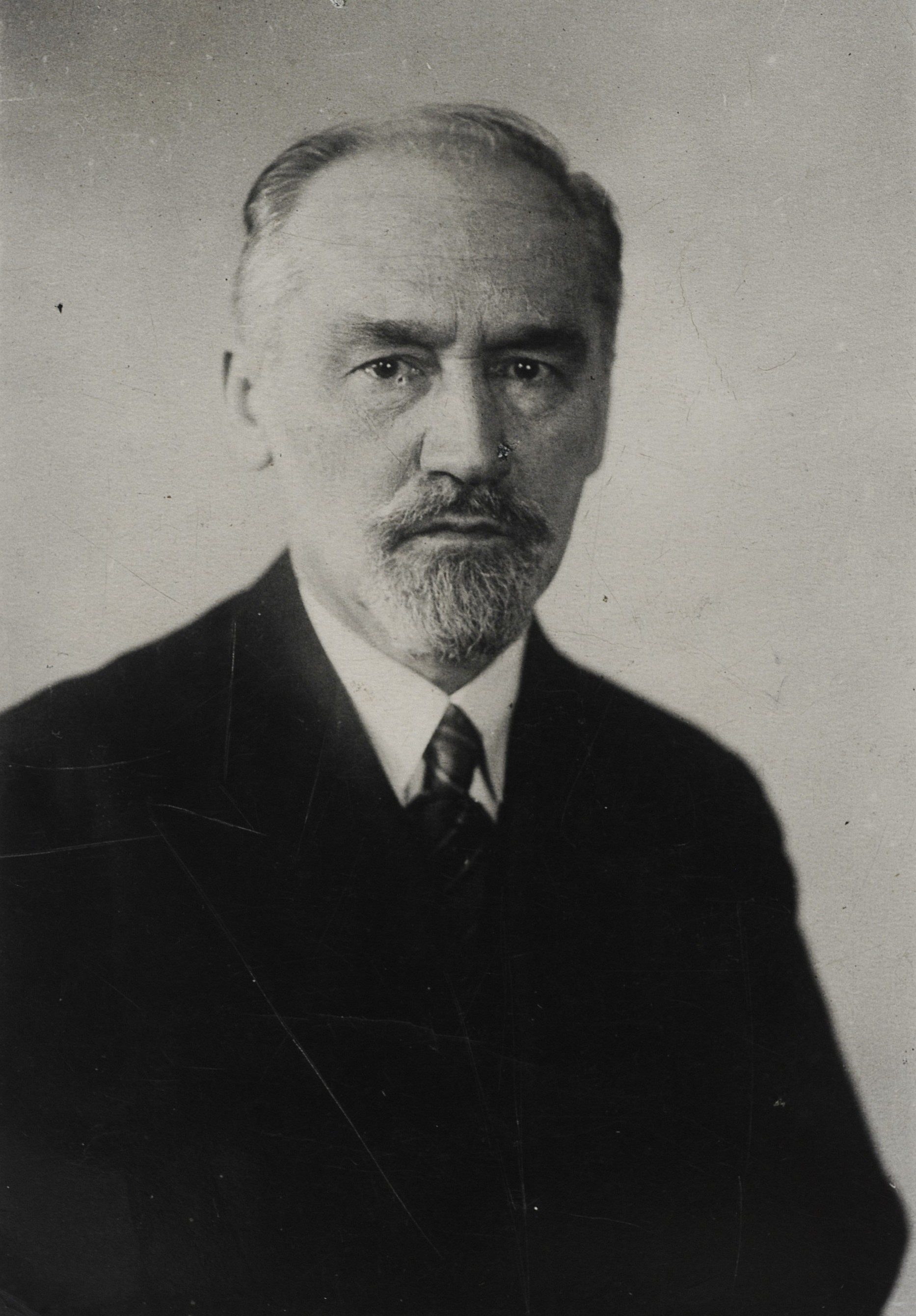
Karol Irzykowski roku 1933

Byl rovněž vášnivý šachista a v letech 1895–1914 patřil k polské špičce. Roku 1939 byl zvolen do Nejvyšší rady Polské šachové asociace (Polski Związek Szachowy).
Zemřel na infekci ze zranění z Varšavského povstání. Pohřben byl nejprve na hřbitově v Żyrardówě, ale roku 1981 byly jeho ostatky uloženy do rodinného hrobu na Rakovickém hřbitově v Krakově.
O literaturu se začal zajímat již na střední škole, kde také začal psát své první práce. Vývoj polského románu ovlivnil experimentálním románem Pałuba (1903). Jeho dramata předešla tvorbu Stanisława Ignacyho Witkiewicze a dalších avantgardistů. Protože novátorské tendence jeho prací nebyly jeho současníky doceněny, věnoval se především literární a filmové kritice. Po smrti Stanisław Brzozowského roku 1911 se stal ústřední postavou polské literární kritiky. Prosazoval kritiku jako rovnocenný literární žánr. Byl vynikající aforista a je rovněž autorem jedné z prvních prací o filmové estetice. Od roku 1933 byl členem Polské literární akademie a v tom samém roce obdržel za svou práci důstojnický kříž Řádu znovuzrozeného Polska.

## Dílo

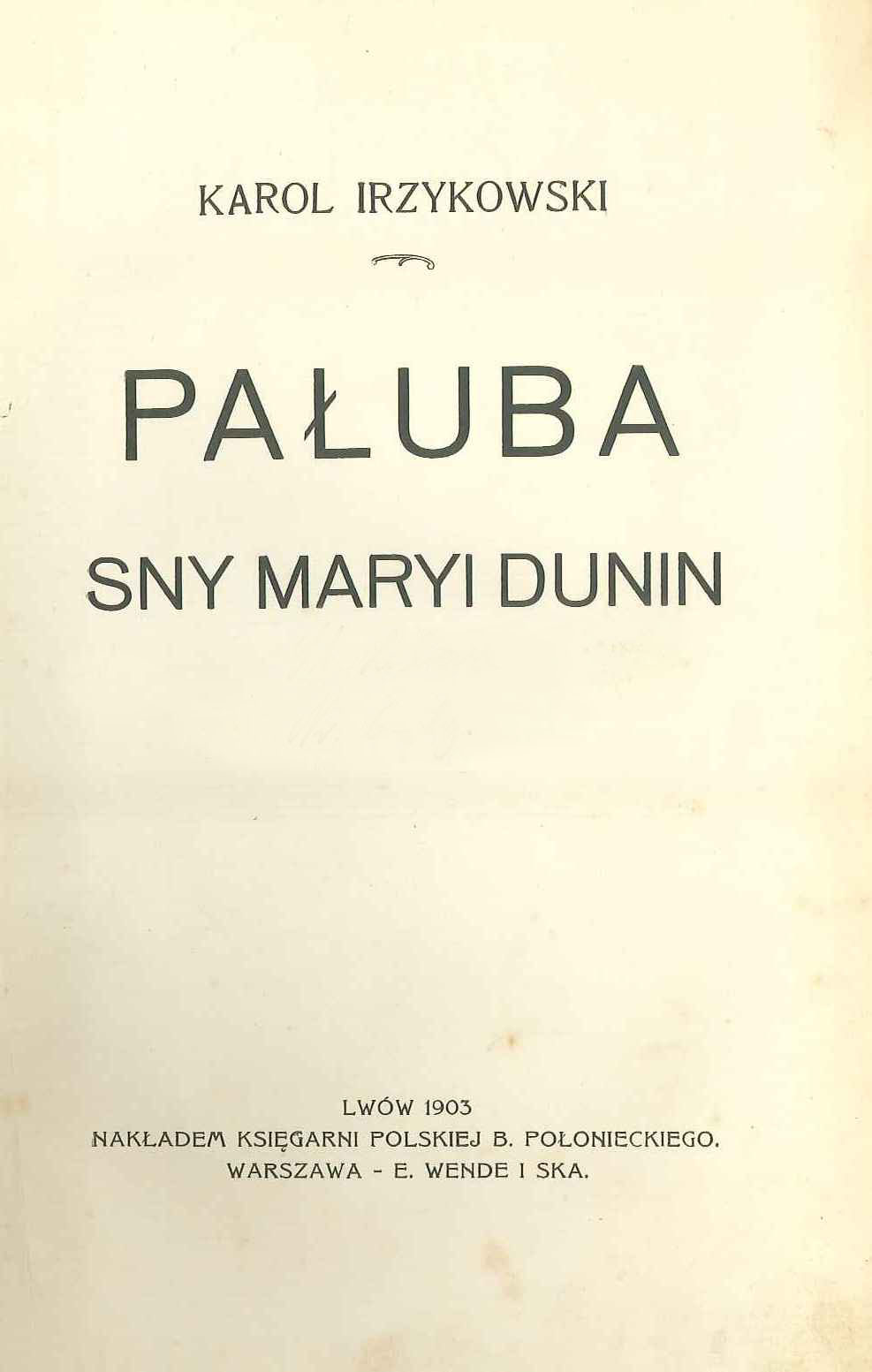
První vydání románu Pałuba z roku 1903

- Na pełnym morzu (1895, Na volném moři), divadelní hra.
- Zwycięstwo (1897, Vítězství), divadelní hra, jedno z nejoriginálnějších literárních zpracování šachové hry založené na skutečné šachové partii [6]
- Pałuba (1903), experimentální román, ve kterém autor mimo jiné vystoupil proti některým povrchním teoretickým principům hnutí Mladé Polsko (například proti heslu upřímnosti). Román však především zahrnuje filozofické, psychologické a sociologické úvahy se snahou popsat roli lidského nevědomí a tlaku konvencí, bránících plné autenticitě člověka.
- Sny Marii Dunin (1903, Sny Marie Duninové), symbolická novela napsaná již roku 1896 a vydána až roku 1903 společně s románem Pałuba. Autor v ní upozornil na problémy spojené s fungováním lidského podvědomí a nevědomí.
- Nowele (1906, Novely), texty psychologického charakteru a texty psané v duchu prací E. T. A. Hoffmana a E. A. Poea.
- Wiersze i dramaty (1907, Verše a dramata), autorovy básně z let 1893–1897 a čtyři divadelní hry: Scena z poematu dramatycznego pt. Modra płaszczyzna, Na pełnym morzu, Zaraza w Bergamo a Zwycięstwo.
- Dobrodziej złodziei (1907), komedie, spoluautor Henryk Mohort.
- Fryderyk Hebbel jako poeta konieczności (1907, Friedrich Hebbel jako básník nezbytnosti), monografie věnovaná německému básníkovi Friedrichovi Hebbelovi.
- Lemiesz i szpada przed sądem publicznym (1908, Čepel a meč před veřejným soudem), spis na obranu Stanisława Brzozowského podezřelého ze spolupráce s ruskou tajnou policií Ochranka (Oddělení pro ochranu pořádku a veřejné bezpečnosti), společně s Ostapem Ortwinem.
- Czyn i słowo (1913, Čin a slovo), soubor studií a esejů, kritické shrnutí éry Mladého Polska.
- Prolegomena do charakterologii (1913, Prolegomena k charaktelogii), psychologická studie.
- Spod ciemnej gwiazdy (1922, Pod temnou hvězdou), sbírka povídek, ve kterých se autor zaměřil na psychologickou analýzu iracionálních jevů.
- Dziesiąta muza (1924, Desátá múza), jedna z prvních monografií věnovaných filmovému umění.
- Walka o treść (1929, Boj za obsah), eseje analyzující avantgardní poezii a polemizující s teorií čisté formy Stanisława Ignacy Witkiewicze.
- Beniaminek. Rzecz o Boyu Żeleńskim (1933), pamflet proti Tadeuszovi Boy-Żeleńskému.
- Słoń wśród porcelany (1934, Slon v porcelánu), polemické články a eseje.
- Lżejszy kaliber (1938, Lehčí kalibr), eseje.

## Filmové adaptace
- Widziadło (1984, Přízrak), polský filmový horor podle románu Pałuba, režie Marek Nowicki.[7]